# Games Behind
In den Tabellen vieler nordamerikanischer Sportligen, wie der NFL, der NBA oder der MLB, findet man die Rubrik Games Behind (dt. Spiele im Rückstand), kurz GB. Da in diesen Ligen nicht, wie z. B. in europäischen Sportligen, die Tabelle nach der Zahl der erreichten Punkte sortiert wird, sondern aus dem Verhältnis von gewonnenen zu verlorenen Spielen, soll dadurch die Lücke zwischen dem Tabellenersten und einer anderen Mannschaft aufgezeigt werden. Dies ist vor allem daher sinnvoll, da es während einer Saison dazu kommen kann, dass die zu vergleichenden Mannschaften unterschiedlich viele Spiele absolviert haben.
Der Wert für Games Behind wird nach folgender Formel berechnet, wobei Mannschaft A Tabellenerster ist und Mannschaft B eine dahinterliegende:
{\displaystyle {\text{Games Behind}}={\frac {({\text{Siege Mannschaft A - Siege Mannschaft B}})+({\text{Niederlagen Mannschaft B - Niederlagen Mannschaft A}})}{2}}}

## Beispiele
Die Toronto Raptors haben eine Bilanz von 16 Siegen bei 6 Niederlagen, also 22 Spiele.

Die Brooklyn Nets haben zum selben Zeitpunkt erst 19 Spiele absolviert und dabei 8 Siege und 11 Niederlagen erspielt.

Nach der oben angegebenen Formel sind die Nets 6,5 Spiele hinter den Raptors, weisen also einen GB-Wert von 6,5 gegenüber den Raptors auf, obwohl sie 8 Siege weniger auf ihrem Konto haben bzw. bereits 5 Niederlagen mehr hinnehmen mussten.
Die Los Angeles Dodgers haben eine Bilanz von 20-17.

Die San Francisco Giants stehen bei 17-20.

Dadurch ergibt sich für die Giants ein GB-Wert von 3,0.

Um diesen aufzuholen, ist es notwendig, dass sie die nächsten 3 Spiele gewinnen, sowie die Dodgers die nächsten 3 Spiele verlieren.
Würden diese beiden Mannschaften nun in der nächsten Heimserie, bestehend aus 3 Spielen, aufeinandertreffen, könnte durch einen Sweep, also einer Siegesserie, der Giants über die Dodgers Gleichstand in der Tabelle hergestellt werden. Somit wäre GB = 0.